# Győrtelek megállóhely
Győrtelek megállóhely egy Szabolcs-Szatmár-Bereg vármegyei vasúti megállóhely Győrtelek településen, a helyi önkormányzat üzemeltetésében. A belterület nyugati szélén helyezkedik el, közvetlenül a 49-es főút vasúti keresztezése mellett.

## Vasútvonalak
A megállóhelyet az alábbi vasútvonalak érintik:
- Kocsord–Csenger-vasútvonal

## Kapcsolódó állomások
A megállóhelyhez az alábbi állomások vannak a legközelebb:
- Kocsord alsó vasútállomás (Kocsord–Csenger-vasútvonal)
- Győrtelek alsó megállóhely (Kocsord–Csenger-vasútvonal)

## Forgalom
| Járat        | Útvonal | Gyakoriság |
| ------------ | --- | ---------- |
| személyvonat | Csenger – Porcsalma-Tyukod – Ököritófülpös – Győrtelek alsó – Győrtelek – Kocsord alsó – Kocsord – Mátészalka | Napi 2 pár |